# Hans Jakob Franzenburg
Hans Jakob Franzenburg (* 30. Oktober 1894 in Altona-Ottensen; † 5. Februar 1960) war ein deutscher Politiker (CDU). Er war von 1958 bis 1960 Mitglied des Landtags von Schleswig-Holstein.

## Ausbildung und Beruf
Nach der Realschule machte Franzenburg eine landwirtschaftliche Lehre in Holstein und Mecklenburg und besuchte die Landwirtschaftsschule in Hohenwestedt. Er war von 1918 bis 1921 als landwirtschaftlicher Beamter tätig, danach arbeitete Franzenburg als Landwirt. Von 1921 bis 1932 war er Pächter in den Kreisen Rendsburg und Plön, im Jahr 1932 wurde er Eigentümer eines 30-Hektar-Betriebes in Lebrade im Kreis Plön.

## Politik
Franzenburg war vor 1933 deutsch-national eingestellt, er war Mitglied des Stahlhelms und des Landbundes. Von 1933 bis 1947 engagierte er sich kommunalpolitisch als Amtsvorsteher. Nach dem Zweiten Weltkrieg trat Franzenburg bei ihrer Gründung in die CDU ein. Er war von 1945 bis 1946 Kreisbauernvorsteher und wurde 1947 Vorsitzender des Plöner Kreisbauernverbandes. Bei der Landtagswahl 1958 wurde Franzenburg im Wahlkreis 29 (Plön-Nord) als Direktkandidat der CDU in den schleswig-holsteinischen Landtag gewählt. Er war Abgeordneter vom 10. Oktober 1958 bis zu seinem Tod am 5. Februar 1960.